# ماريا فلور إلسو
ماريا فلور إلسو تورالبا (بالإسبانية: María Flor Elso Torralba، ولدت في 8 يونيو 1973، بنبلونة، إسبانيا) لاعبة جمباز إيقاعي إسبانية.
حصلت على الميدالية الذهبية في بطولة العالم للجمباز الإيقاعي عام 1991 في أثينا، كما حازت على ميداليتين الذهبيتين بطولات أوروبا للجمباز الإيقاعي

## إنجازاتها

### بطولة العالم للجمباز الإيقاعي
- 1989 سراييفو  البوسنة والهرسك:  ميدالية برونزية في مسابقة الفرق (Team All-around).
- 1989 سراييفو  البوسنة والهرسك:  ميدالية برونزية في فئة 6 شاخص (Groups 5 Clubs).
- 1989 سراييفو  البوسنة والهرسك:  ميدالية برونزية في فئة 3 شرائط + 3 أطواق (Groups 3 Ribbons + 3 Hoops).
- 1991 أثينا  اليونان:  ميدالية ذهبية في مسابقة الفرق (Team All-around).
- 1991 أثينا  اليونان:  ميدالية فضية في فئة 6 شرائط (Groups 6 Ribbons).
- 1991 أثينا  اليونان:  ميدالية فضية في فئة 3 كرات + 3 حبال (Groups 3 Balls + 3 Ropes).
- 1992 بروكسل  بلجيكا:  ميدالية فضية في مسابقة الفرق (Team All-around).
- 1992 بروكسل  بلجيكا:  ميدالية برونزية في فئة 6 شرائط (Groups 6 Ribbons).

### بطولة أوروبا للجمباز الإيقاعي
- 1990 غوتنبرغ  السويد:  ميدالية برونزية في مسابقة الفرق (Team All-around).
- 1990 غوتنبرغ  السويد:  ميدالية فضية في فئة 6 شاخص (Groups 5 Clubs).
- 1990 غوتنبرغ  السويد:  ميدالية برونزية في فئة 3 كرات + 3 حبال (Groups 3 Balls + 3 Ropes).
- 1992 شتوتغارت  ألمانيا:  ميدالية ذهبية في مسابقة الفرق (Team All-around).
- 1992 شتوتغارت  ألمانيا:  ميدالية برونزية في فئة 6 شرائط (Groups 6 Ribbons).
- 1992 شتوتغارت  ألمانيا:  ميدالية ذهبية في فئة 3 كرات + 3 حبال (Groups 3 Balls + 3 Ropes).